# Omologia organelor sexuale umane

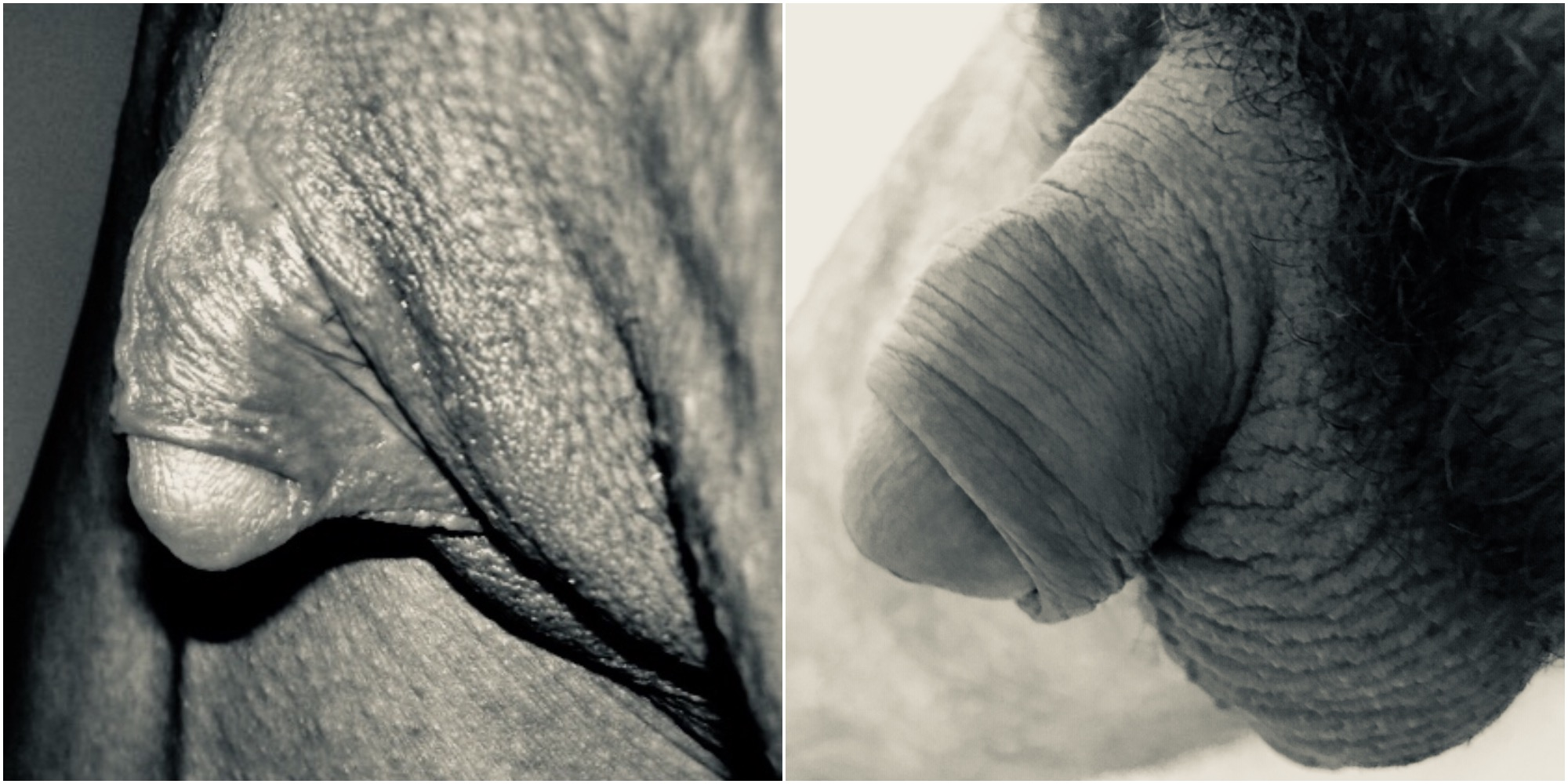
Comparație între clitoris erect și penis flasc.

Organele sexuale umane pentru ambele sexe prezintă origine embriologică comună, manifestând o cale de dezvoltare comună. Deși se dezvoltă din aceleași organe embrionare, începând cu 6 săptămână de dezvoltare intrauterină organele genitale se dezvoltă diferențiat.

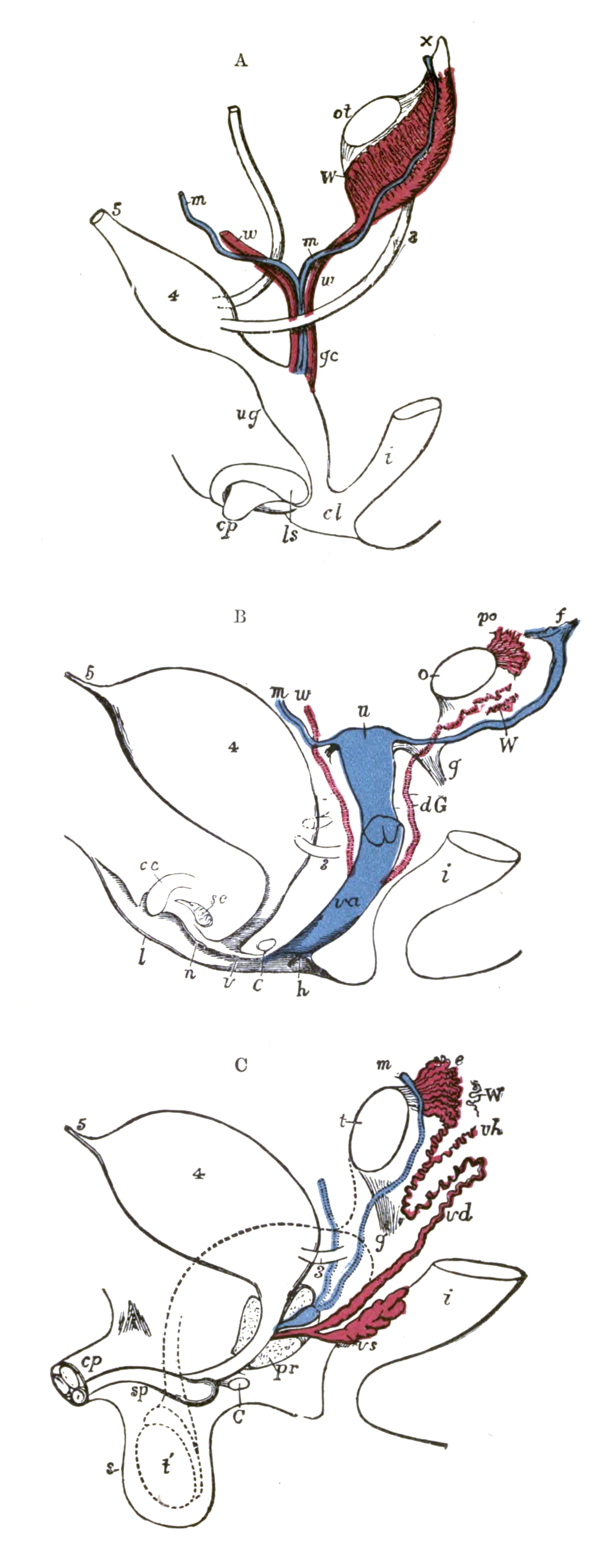
Dezvoltarea organelor genitale umane (formațiunile embriologice din care se vor dezvolta organele genitale feminine interne sunt colorate în albastru, cele masculine - roșu):
A - Etapa nediferențiată.
B - Dezvoltarea organelor genitale feminine.
C - Dezvoltarea organelor genitale masculine.

| Precursor embrionar         | Femeie                     | Bărbat                                                              |
| --------------------------- | -------------------------- | ------------------------------------------------------------------- |
| Gonadă                      | Ovar                       | Testicul                                                            |
| Gonadă                      | Rete ovarii                | Rete testis                                                         |
| Canal paramezonefral Müller | Trompe uterine             | Apendice testicular                                                 |
| Canal paramezonefral Müller | Uter, cervix, vagin        | Utricul prostatic                                                   |
| Canalul mezonefral Wolf     | Epooforon, parooforon      | Canal deferent, paradidim, canalicule aberante, apendice epididimal |
| Canal mezonefral            |                            |                                                                     |
| Duct diferențial vestigial  | Epididim                   |                                                                     |
| Duct diferențial vestigial  | Canal deferent             |                                                                     |
| Duct diferențial vestigial  | Vezică seminală            |                                                                     |
| Sinus urogenital            | Glande/canale parauretrale | Prostată                                                            |
| Sinus urogenital            | Vezică urinară, uretră     | Vezică urinară, uretră                                              |
| Sinus urogenital            | Glanda lui Bartholin       | Glanda lui Cowper                                                   |
| Falduri labioscrotale       | Labia mare                 | Scrot                                                               |
| Pliuri urogenitale          | Labia mică                 | Rafeu penian și scrotal                                             |
| Pliuri urogenitale          | Prepuțul clitorisului      | Prepuț                                                              |
| Tubercul genital            | Clitoris                   | Penis                                                               |
| Tubercul genital            | Bulb clitoridian           | Penis                                                               |